# Emma Cecilia Thursby
Emma Cecilia Thursby (Brooklyn, Nova York, 21 de febrer de 1845 - Nova York, 4 de juliol de 1931) fou una cantant d'òpera novaiorquesa.
Estudià a Milà amb Lamperti i San Giovanni, completant els seus estudis a Amèrica amb madame Rudersdorff i Maurice Strakosch. Des de la seva presentació en públic el 1875 s'assenyalà com a soprano lírica excepcional. Va actuar com a liedersangerin en els principals teatres d'Europa i Amèrica amb extraordinari èxit.
El 1883 es retirà de la vida activa de l'art, consagrant-se a l'ensenyança a Nova York. Entre els seus deixebles més distingits i figurà Geraldine Farrar.